# Jiný vítr
Jiný vítr (anglicky The Other Wind) je fantasy román americké spisovatelky Ursuly Kroeber Le Guinové vydaný americkým nakladatelstvím Harcourt v roce 2001. Dílo náleží do cyklu Zeměmoří a bylo oceněno cenou World Fantasy Award a umístilo se na druhé příčce v nominaci na cenu Locus (1991). Dále bylo nominováno na ceny Nebula, Mythopoeic a Seiun. Česky knihu vydalo poprvé nakladatelství Triton v roce 2005.
Jedná se o pátý román zasazený do prostředí souostroví Zeměmoří vydaný bezmála 30 let po původní trilogii (1968–1972), tento sequel navazuje na čtvrtý román Tehanu a na povídku „Dračinka“ ze sbírky Příběhy ze Zeměmoří.

## Postavy
- Lebannen - mladý král
- Ged - arcimág
- Habr - kouzelník
- Kalessin - pravěký drak
- Tehanu
- Tenar

## Česká a slovenská vydání
Pod názvem Jiný vítr:
- (česky) Jiný vítr, 1. vydání, nakladatelství Triton, 2005, edice Trifid č. 81, ISBN 80-7254-587-6 , překlad Petr Kotrle, 248 stran, brožovaná autor obálky Milan Fibiger

Pod názvem Na krídlach vetra:
- (slovensky) Na krídlach vetra, nakladatelství Slovart, 2012, ISBN 978-80-556-0125-0, překlad Stanislav Dančiak, 207 stran, vázaná, autor obálky Milan Dubnický

## Překlady knihy
- Angličtina: The Other Wind (originál)
- Čeština: Jiný vítr, Triton 2005
- Finština: Toinen tuuli
- Italština: I venti di Earthsea
- Polština: Inny wiatr, Prószyński i S-ka 2003
- Ruština: На иных ветрах
- Slovenština: Na krídlach vetra, Slovart 2012
- Španělština: En el otro viento